# Astroconodon
Astroconodon — вимерлий рід ссавців з крейдяного періоду Північної Америки. Частина Eutriconodonta, це був невеликий хижак, або наземний комахоїдний і м'ясоїдний, або напівводний рибоїдний. Це перший знайдений евтриконодонт крейдяного періоду.

## Опис
Типовим видом є A. denisoni. Відомий із формації Антлерс, його типовий зразок, FMNH PM 542, був вперше описаний Брайаном Паттерсоном у 1951 році. Загалом це досить звичайний вид, відомий за великою кількістю ізольованих зубів, демонструючи високий ступінь варіабельності.
Другий вид, A. delicatus, пізніше був знайдений у формації Cedar Mountain. Він менший за A. denisoni приблизно на 80 % і відрізняється від нього та більшості північноамериканських триконодонтидів відсутністю лінгвального зубця на нижніх молярах і премолярах.
Третій вид, наразі без назви, відомий із формації Близнюкових гір. Про це було сказано небагато.

## Філогенез
Це триконодонтовий евтріконодонт, найбільш близький до Alticonodon і Corviconodon (вони, у свою чергу, є сестринськими таксонами один одного).

## Біологія
Через його велику кількість в озерних і естуарійних відкладеннях і особливий зв'язок з районами, багатими рибою, було припущено, що астроконодон був водною рибоїдною твариною, що підтверджується функціональною подібністю між його корінними зубами та корінними зубами китоподібних і ластоногих. Інші дослідники, як-от Зофія Кілан-Яворовська, однак, не були переконані, зазначивши, що зуби евтриконодонтів не можна легко порівняти з зубцями плацентарних, і що вони, як правило, мають функцію зсуву на відміну від неокклюзійних, хапальних зубів морських ссавців. Поширеність у водних відкладеннях, за її власними словами, «цілком може бути реальною, але її значення неясно», оскільки, як і багато інших видів, знайдених у річкових відкладеннях, це міг бути просто наземний вид, чиї останки були перенесені водами , хоча вона цитує Голдберга 2000 і визнає, що існують стратифікації водних і наземних видів, на які слід звернути увагу.
Наземний чи водний, астроконодон, як і більшість еутріконодонтів, майже напевно був хижаком. Як і у більшості евтриконодонтів, його триконодонти корінні зуби були пристосовані для зрізання, подібно до хижих зубів терианських хижих.

## Палеоекологія
Астроконодон зустрічається в кількох викопних утвореннях, більшість з яких зображують водно-болотні угіддя та дельти. Як у формації Антлерс, так і в формації Кедр-Маунтін він зустрічається поряд зі знаменитими динозаврами, такими як Tenontosaurus і Deinonychus, а в перших він співіснує з великою кількістю інших ссавців, включаючи двох інших евтриконодонтів, значно більшого Jugulator amplissimus і близькоспорідненого Corviconodon utahensis, а також багатьох багатогорбкових і теріан.